# 村上雅則
村上雅則（日语：／ Murakami Masanori */?，1944年5月6日—），日本職業棒球選手，出生於今山梨縣大月市，曾經效力於日本職棒阪神虎等隊伍，於1982年退休，生涯通算103次勝投。曾在美國職棒大聯盟舊金山巨人出賽，是首位在大聯盟出賽的亞洲選手。

## 生平
1962年9月，就讀法政大學第二高中，並與日本職棒南海鷹隊簽約。
1963年，在南海鷹出賽。
1964年，與其他兩名年輕選手，被送到美國大聯盟舊金山巨人隊所屬的小聯盟球隊中訓練，擔任練習生。8月31日升上大聯盟，9月1日對紐約大都會，首度中繼登板，成為第一位在大聯盟出賽的亞洲選手。
1965年球季，總共出賽54場、投89.1局、5勝1敗、 9救援、100K、自責分3.43。隨後因南海隊與舊金山巨人隊發生合約糾紛，南海隊擁有讓村上雅則出國留學受訓的契約，因此村上雅則回到日本職棒。
1966年，回到日本南海鷹，球團對他期待很高，但是他出賽的戰績不佳。1968年，他奪下18勝，證明了自己的實力。1973年南海鷹奪得太平洋聯盟冠軍，村上貢獻斐然。1974年的休賽季，他被交易至阪神虎隊。由於投球表現不佳，一年後阪神虎隊將他釋出，但是日本火腿鬥士隊隨即簽下了他。1978年，他贏得了12場勝投，並為球隊在1981年奪得太平洋聯盟冠軍做出了貢獻。
村上於1982年退役。

## 另見
- 日本出生大聯盟選手列表

## 外部連結
- 村上雅則在美國職棒官網（英语）
- 村上雅則在日本職棒官網（英语）
- 村上雅則在Baseball-Reference.com（大聯盟）（英语）
- 村上雅則在Baseball-Reference.com（小聯盟以及海外聯盟）（英语）
- 村上雅則在ESPN（MLB）（英语）
- 村上雅則在FanGraphs.com（英语）
- 村上雅則在Retrosheet（英语）
- 村上雅則在The Baseball Cube（英语）